# Jan Bosschaert
Pour les articles homonymes, voir Bosschaert.
Jan Bosschaert, né le 15 décembre 1957 à Borgerhout (province d'Anvers), est un auteur de bande dessinée et illustrateur belge néerlandophone, surtout connu pour sa série humoristique Sam, publiée de 1990 à 2008.

## Biographie
Jan Bosschaert naît le 15 décembre 1957 à Borgerhout. Il lit les bandes dessinées de la presse flamande ainsi que les classiques Néron de Marc Sleen et Bob et Bobette de Willy Vandersteen. À 16 ans, il publie dans Robbedoes, le pendant néerlandophone de Spirou. Il suit la filière graphisme libre de l'Institut Saint-Luc de Bruxelles et s'initie aux esquisses, gravures et autres sérigraphies. Il peint depuis toujours et fait paraître son premier album de bande dessinée en 1982(1981) chez Albino. En 1983, il publie cette fois Pest in 't paleis, une satire politique avec comme scénariste un journaliste politique du magazine belge Humo appelé Guido Van Meir. En 1988, il publie Omni avec les scénaristes hollandais Wilbert Plijnaar et Jan van Die, traduit en français sous le titre Le Crépuscule des dauphins chez Hachette en 1989. Avec Marc Legendre au scénario, il publie Walter and The King Kong Kooks, Deladus en 1989.
En 1990, ces mêmes auteurs créent la série Sam, la jolie garagiste. Publiée d'abord dans un recueil de vacances des éditions Standaard se verra par la suite offrir une propre collection d'albums. Cette saga l'occupe jusqu'en 2008. En 1998, il signe pour Urbanus le premier album d'une nouvelle série De Geverniste Vernepelingskes.
Le 15 décembre 1993, les lecteurs de Spirou découvrent sa signature sur un court récit écrit par Jean-Louis Janssens dans le no 2905. Pour le numéro spécial de Spirou 3000 du 11 octobre 1995, concocté par Thierry Tinlot, il dessine un court récit en cinq planches Brigade de boîtes de nuit (sonore) signé par Zidrou.
En 1997, pour le cinéma, il signe le scénario du court métrage Le Bell Boy de Renaud Alcade interprété par Christian Hecq.

### Auteur chez Casterman
En novembre 2001, il publie le premier tome de la série Jaguar sur un scénario de Jean Dufaux chez Casterman. La série, qui met en scène des amazones d'une planète lointaine, s'étend sur quatre tomes jusqu'en 2005. En 2005, il répond à l'appel de l'armée belge et participe au collectif BDéfense ! vendu au profit d'œuvres caritatives.
En 2012, il arrête temporairement les séries pour s'occuper d'autres projets.
Le 3 octobre 2015, à l'occasion des 70 ans de Bob et Bobette, il signe l'album De verwoede verzamelaar scénarisé par Jan Verheyen.
Illustrateur à la production importante, il signe des dessins essentiellement pour la chaîne de télévision VRT, dans la presse (NWT, Humo, Flair Feeling, Panorama, Playboy mais aussi dans les éditions littéraires (Averbode, Deladus, Davidsfonds, Eci, Infodok, Kritak, Kluwer, Lannoo, Standaard) et musicales avec des pochettes de disques et CD pour des artistes comme entre autres Pitti Polak, Plastic Bertrand, Toots Thielemans,
Biblio, The Paranoiacs.
En 2018, il publie un roman graphique écrit par Zidrou Horizontale - Journal d'une grossesse allongée chez Le Lombard.

### Autres activités
D'autre part, Jan Bosschaert s'expose à la librairie bruxelloise Le Fantôme espagnol en 1995, à la Bibliothèque de l'Université de Louvain en 1997, à la Galerie Stima à Breda en mars 2000, à l'occasion de la Saint-Valentin, il réalise une exposition érotique Geboed door liefde à Anvers en février 2007,, puis à la bibliothèque de Turnhout, ses œuvres sont accrochées à la Galerie Petits Papiers à Bruxelles en 2010, il monte Details à la Galerie Van Campen & Rochtus de Knokke-Heist pendant le week-end des 9 et 10 mai 2015, ensuite avec Escapade à la Galerie Van Campen & Rochtus d'Anvers en 2020, puis au YesArtStore à Coxyde en mai 2021. Il revient dans même cette galerie avec Moments en 2022. Il participe par ailleurs à de nombreuses expositions collectives en Belgique et à l'étranger : Amsterdam, Folkestone, Hong Kong, Osaka, Bruxelles avec notamment Fortuna.

### Hommages rendus
Jan Bosschaert rend hommage à Natacha et François Walthéry et à Ever Meulen lors de l'exposition Ever Meulen and Friends en octobre 2017. Ainsi qu'à Hendrik Conscience avec la fresque murale située moriaanstraatje à Anvers. En mai 2022, il rend hommage à Willy Vandersteen en dessinant une aventure de Bob et Bobette intitulée Des duvels, que diable ! sur un scénario de Marc Legendre aux éditions Standaard,.

## Œuvres

### Albums de bande dessinée
- Une aventure du groupe OMNI - Le Crépuscule des dauphins[3], Hachette, Paris, juin 1989
Scénario : Jan Van Die, Wilbert Plijnaar - Dessin : Jan Bosschaert - Couleurs : quadrichromie -  (ISBN 2-01-015367-7) — Traduction : Thierry Tinlot.

#### Jaguar
- 1. Jaguar[26], Casterman, coll. « Un monde », Bruxelles, novembre 2001
Scénario : Jean Dufaux - Dessin et couleurs : Jan Bosschaert -  (ISBN 2-203-35664-2)
- 2. Tome 2[27],[28], Casterman, coll. « Un monde », Bruxelles, septembre 2002
Scénario : Jean Dufaux - Dessin et couleurs : Jan Bosschaert -  (ISBN 2-203-35680-4)
- 3. Tome 3[29], Casterman, coll. « Un monde », Bruxelles, novembre 2003
Scénario : Jean Dufaux - Dessin et couleurs : Jan Bosschaert -  (ISBN 2-203-35610-3)
- 4. Dog Mengo[5], Casterman, coll. « Un monde », Bruxelles, mars 2005
Scénario : Jean Dufaux - Dessin : Jan Bosschaert - Couleurs : Nestor Pereyra -  (ISBN 2-203-39133-2)
- Int. Intégrale du premier cycle, Casterman, coll. « Un monde », Bruxelles, novembre 2003
Scénario : Jean Dufaux - Dessin et couleurs : Jan Bosschaert -  (ISBN 2-203-39113-8)

#### Horizontale - Journal d'une grossesse allongée
- Horizontale - Journal d'une grossesse allongée[30],[31], Le Lombard, 2018
Scénario : Zidrou - Dessin : Jan Bosschaert - Couleurs : Julie Swolfs -  (ISBN 978-2-8036-3707-2)
- Des duvels, que diable ![24], Standaard Uitgeverij, Anvers, 2022
Scénario : Marc Legendre - Dessin : Jan Bosschaert - Couleurs : Mandy Van Passel -  (ISBN 978-90-02-02677-5)Hommage à Willy Vandersteen.

### Artbooks
- Le Cantique des cantiques, Point Image, coll. « L'index », Bruxelles, 2003
Scénario : Louis-Isaac Lemaistre de Sacy - Dessin : Jan Bosschaert - Couleurs : noir et blanc -  (ISBN 2-930110-90-2),Ouvrage à dos toilé. 1 000 ex. numérotés et signés.
- Dossier Bosschaert, Arcadia, coll. « Greyline artistique », 2003
Scénario, dessin et couleurs : Jan Bosschaert -  (ISBN 9789076926988),Édition bilingue français-néerlandais notée D/2013/9100/01. Tirage limité à 900 ex.. Il existe un tirage de tête à 125 ex. et un tirage HC à 75 ex. numérotés et signés. Grand format.

### Collectifs
- Flash Back[32], Comic! Events, août 1995
Scénario : collectif - Dessin : collectif dont Jan Bosschaert - Couleurs : noir et blancCe Flash Back a été réalisé en collaboration avec Bédéciné Illzach et édité à l'occasion du 10e festival BD Coxyde (15 juillet au 6 août 1995) à 1 500 exemplaires numérotés à la main. Rares textes et titres des séries en deux langues : français et flamand. D/1995/6941/06. Format à l'italienne.
- BDéfense ![6], Forces armées belges, Bruxelles, décembre 2005
Scénario : collectif - Dessin : collectif dont Jan Bosschaert - Couleurs : quadrichromie -  (ISBN 90-7517-204-4)
- Népal, 25 avril 2015 - La BD se mobilise[33],[34], Place du sablon, août 2015
Scénario et couleurs : collectif - Dessin : collectif dont Jan Bosschaert -  (ISBN 978-2-88936-006-2)
- Carte blanche[35] (Wonderland Productions, 2016).

### Publications de littérature jeunesse
- Papa est un inventeur, Inge van Gestel (textes), Averbode, coll. « Récits-Express », 2005 (OCLC 1415274461).

### Expositions individuelles
- Librairie Le Fantôme espagnol, Bruxelles en 1995[10] ;
- Jan Bosschaert - Tekeningen, schilderijen, boekomslagen, affiches, illustraties à la Bibliothèque de l'Université de Louvain du 15 janvier au 7 février 1997[11] ;
- Galerie Stima, Breda en mars 2000[12] ;
- Geboed door liefde, Anvers en février 2007[13],[14] ;
- Bibliothèque communale de Turnhout, Turnhout de décembre 2009 jusqu'au 31 janvier 2010[15] ;
- Exposition-vente Jan Bosschaert, Galerie Petits Papiers, Bruxelles du 13 janvier au 13 février 2010[15] ;
- Details Galerie Van Campen & Rochtus, Knokke-Heist le week-end du 9 et 10 mai 2015[16] ;
- Escapade Galerie Van Campen & Rochtus, Anvers de juin au 26 juillet 2020[17] ;
- Jan Bosschaert au YesArtStore, Coxyde en mai 2021[18] ;
- Moments au YesArtStore, Coxyde du 21 mai au 26 juin 2022[19].

### Collections publiques
15 œuvres de cet artiste sont conservées au Centre belge de la bande dessinée et font partie du patrimoine mobilier de la région Bruxelles-Capitale.

## Réception

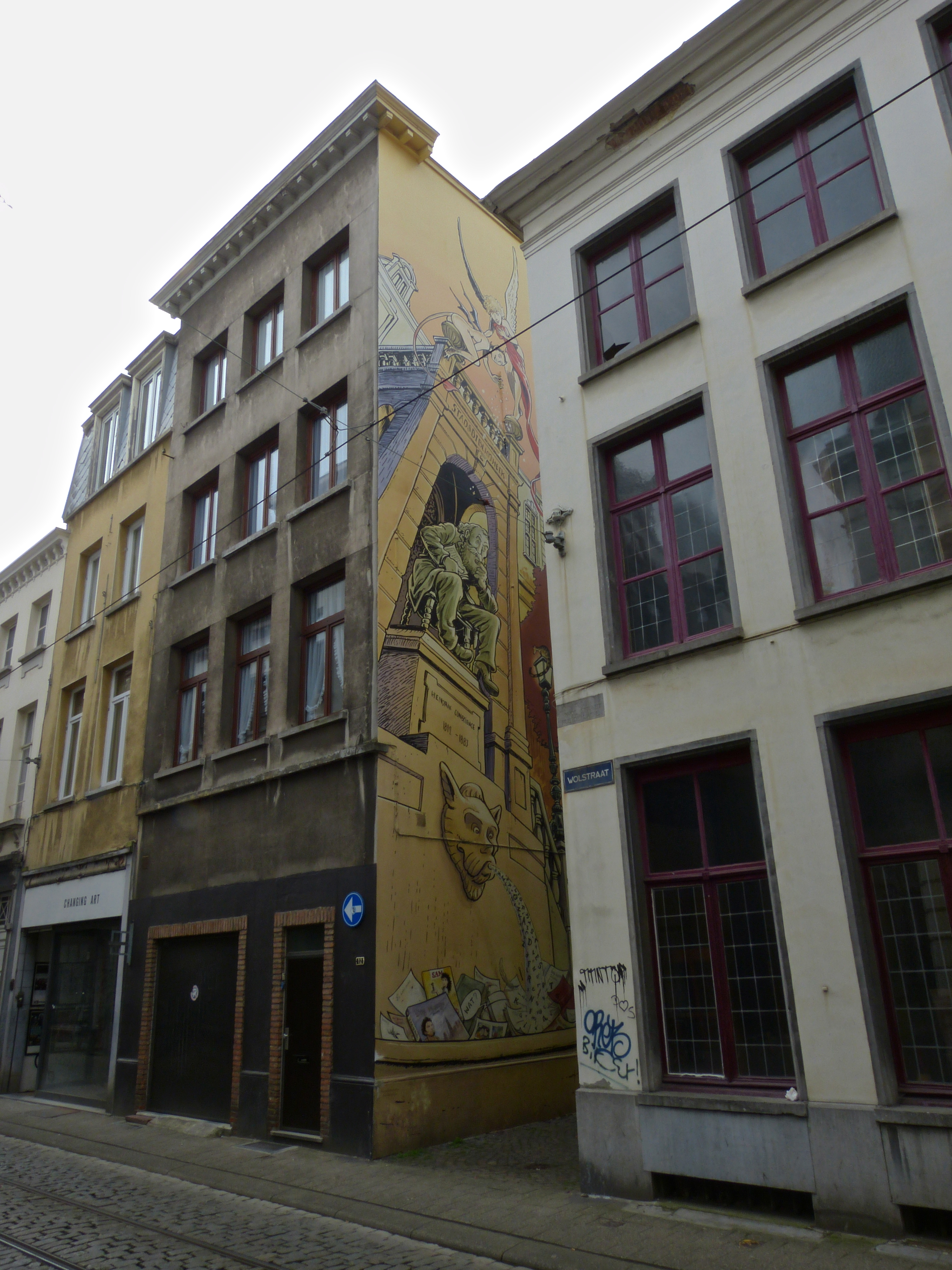
Fresque murale de Jan Bosschaert à Anvers

### Prix et distinctions
- 1983 :  prix provincial de peinture de la province d'Anvers[37] ;
- 1991 :  Adhémar de bronze[38] ;
- 2002 :  prix du meilleur dessinateur, festival BD de Darnetal pour Jaguar[39] ;
- 2003 :  prix Saint-Michel du meilleur auteur néerlandophone pour Jaguar, t. 1[40] ;
- 2013 :  prix de la mer du Nord, Festival de bande dessinée de Knokke-Heist (nl) à Knokke-Heist[41].

### Postérité
Selon Patrick Gaumer, Jan Bosschaert est aussi à l'aise dans des styles humoristiques que réalistes, il surcharge volontairement certaines de ces vignettes. Au fil des ans, il s'impose comme un des plus dignes représentants de la bande dessinée néerlandophone contemporaine.
Le 29 avril 2005 est inaugurée la fresque murale Conscience située Wolstraat à Anvers. Elle fait partie de la route de la bande dessinée locale et elle est réalisée part Art mural. Une autre fresque est réalisée à la bibliothèque de sa commune de Wijnegem, le 13 avril 2012.

#### Livres
: document utilisé comme source pour la rédaction de cet article.
- Pascal Lefèvre et Patrick Van Gompel, « Bosschaert, Jan », dans La Nouvelle BD flamande, Fonds flamand des Lettres, janvier 2003, 56 p., ill. (OCLC 902348799, présentation en ligne).
- Patrick Gaumer, « Bosschaert, Jan », dans Dictionnaire mondial de la BD, Paris, Larousse, 2010, 953 p., ill. ; 27 cm (ISBN 978-2-0358-4331-9 et 2-0358-4331-6, OCLC 920924930, présentation en ligne), p. 108. .
- (nl) Jan Hoet et Dany Vandenbossche, « Jan Bosschaert », dans De wereld van de strips in originelen [« Le Monde de la bande dessinée en originaux »], Bruxelles, Vlaams Parlement, 2013, 68 p., PDF (OCLC 901366732, lire en ligne), p. 29.
- Philippe Mellot, Michel Denni, Laurent Turpin et Isabelle Morzadec, Trésors de la bande dessinée : BDM 2021-2022 - Catalogue encyclopédique et Argus, Paris, Les Arènes, novembre 2020, 22e éd., 1700 p., ill. ; 23 cm (ISBN 9791037502582, OCLC 1240308146, présentation en ligne), p. 296, 351, 541, 549, 576, 791, 994, 1171. .

#### Catalogues d'exposition
- François Goderniaux, Vincent Baudoux, Johnny Bekaert, Michel Michiels et Patrick Regout, 80 ans de Loterie Nationale Fortuna, Bruxelles, La Maison de l'Image, 2014, 288 p., ill. ; PDF (OCLC 1202142133, lire en ligne), p. 99, 100. .

#### Périodiques
- Jan Bosschaert, Al Séverin (interviewés par Benoît Houbart), « Rencontre avec Jan Bosschaert et Al Séverin », Rêve-en-Bulles, ADACBD, no 5,‎ mai - juin 1993, p. 5-22.
- Manuelle Calmat, « Casterwoman », BoDoï, no 46,‎ novembre 2001, p. 16
- (nl) Kurt Morissens, « Ik wil hier en nu even komaf maken met mijn kameleonstempel », Brabant Strip Magazine, no 193,‎ 2012, p. 5.

#### Articles
- D. Wesel, « Les chroniques BD Gest' Jaguar (Dufaux/Boschaert) - tome 4 - Doc Mengo », BD Gest',‎ 30 mai 2005 (lire en ligne)
- Jacques Schraûwen, « 25 avril 2015 – Népal – La BD se mobilise », RTBF,‎ 16 septembre 2015 (lire en ligne, consulté le 17 juin 2022).